# Acanthodactylus maculatus
Acanthodactylus maculatus (плямиста гребнепала ящірка) — вид ящірок родини ящіркових (Lacertidae). Мешкає в Північній Африці.

## Поширення і екологія
Плямисті гребнепалі ящірки мешкають на сході Марокко, на півночі Алжиру, на більшій частині Тунісу, зокрема на Керкенських островах, та на північному заході Лівії (Триполітанія). Окрема популяція також мешкає на заході Марокко, в околицях Марракешу. Плямисті гребнепалі ящірки живуть у пустелях і напівпустелях, зокрема в пересохлих руслах річок. Віддають перевагу твердим піщаним ґрунтам. Відкладають яйця, у кладці 2—4 яйця.